# Sturz des Assad-Regimes
Anfang Dezember 2024 kollabierte die Syrische Arabische Republik unter Staatspräsident Baschar al-Assad im Zuge von Offensiven der syrischen Opposition im Rahmen des syrischen Bürgerkriegs, der 2011 begonnen hatte. Der Fall von Damaskus markierte das Ende des Regimes der Familie Assad, die Syrien seit 1971 als totalitäre Diktatur regiert hatte.
Als die Rebellen Damaskus bedrängten, floh Assad mit seiner Familie per Flugzeug nach Russland. Die syrischen Rebellen erklärten anschließend ihren Sieg gegen die Assad-Regierung im Staatsfernsehen.

## Hintergrund
Die Familie Assad regierte Syrien seit 1971, als Hafiz al-Assad Präsident von Syrien unter der Baath-Partei wurde. Nach seinem Tod im Juni 2000 trat sein Sohn Baschar al-Assad die Nachfolge an. Hafiz al-Assad baute sein Regierungssystem als Bürokratie auf, das durch einen auffälligen Personenkult geprägt war, was in der modernen syrischen Geschichte ungewöhnlich war. Bilder, Porträts, Zitate und Lobeshymnen auf Assad wurden überall ausgestellt, von Schulen über öffentliche Märkte bis hin zu Regierungsbüros; und Hafiz al-Assad wurde in der offiziellen Assadistischen Ideologie als der „Unsterbliche Führer“ und der „Heilige“ (al-Muqaddas) bezeichnet. Hafiz reorganisierte die syrische Gesellschaft nach militärischen Linien, rief ständig zur Vorsicht vor Verschwörungen auf, die von ausländischen Mächten und fünften Kolumnisten unterstützt wurden, und stellte die Streitkräfte als einen zentralen Bestandteil des öffentlichen Lebens dar.
Nach der Machtübernahme von Hafiz al-Assad im Jahr 1970 förderte die Staatspropaganda einen neuen nationalen Diskurs, der darauf abzielte, die Syrer unter einer „einzigen imaginären Ba'athistischen Identität“ sowie dem Assadismus zu vereinen. Eifrig loyale Paramilitärs, die als Schabiha (übersetzt: „Gespenster“) bekannt sind, vergöttern die Assad-Dynastie mit Slogans wie „Es gibt keinen Gott außer Baschar!“ und führen psychologische Kriegsführung gegen nicht-konforme Bevölkerungsgruppen.
Nach dem Tod von Hafiz al-Assad erbte sein Sohn und Nachfolger Baschar al-Assad den bestehenden Personenkult, wobei die Ba'ath-Partei ihn als den „Jungen Führer“ und die „Hoffnung des Volkes“ feierte. In Anlehnung an das erbliche Führungsmodell Nordkoreas schrieb die offizielle Propaganda in Syrien der Assad-Familie göttliche Züge zu und verehrt die Assad-Patriarchen als die Gründungsväter des modernen Syrien.
2011 forderten die Vereinigten Staaten, die Europäische Union und die meisten Länder der Arabischen Liga nach der gewaltsamen Niederschlagung der Proteste während des Arabischen Frühlings Baschar al-Assad zum Rücktritt auf, was zu den Ereignissen der Großen Syrischen Revolution führte, die den syrischen Bürgerkrieg auslösten. Bis 2022 hatte der Bürgerkrieg etwa 580.000 Menschen das Leben gekostet, von denen mindestens 306.000 Zivilisten waren. Laut dem Syrian Network for Human Rights waren mehr als 90 % der zivilen Todesopfer auf die pro-Assad-Kräfte zurückzuführen. Die Assad-Regierung beging zahlreiche Kriegsverbrechen während des syrischen Bürgerkriegs, und Assads Armee, die Syrischen Arabischen Streitkräfte, führte auch mehrere Angriffe mit Chemiewaffen durch. Im Dezember 2013 erklärte die UN-Hochkommissarin für Menschenrechte, Navi Pillay, dass Erkenntnisse aus einer Untersuchung der Vereinten Nationen Baschar al-Assad mit Kriegsverbrechen in Verbindung brachten. Untersuchungen des OPCW-UN Joint Investigative Mechanism und des OPCW-UN IIT kamen zu dem Schluss, dass die Assad-Regierung für den Sarin-Angriff in Khan Shaykhun 2017 und den chemischen Angriff in Douma 2018 verantwortlich war. Am 15. November 2023 erließ Frankreich einen Haftbefehl gegen al-Assad wegen des Einsatzes von verbotenen chemischen Waffen gegen Zivilisten in Syrien. Assad lehnte die Anschuldigungen entschieden ab und beschuldigte ausländische Staaten, insbesondere die Vereinigten Staaten, einen Regimewechsel anzustreben.

## Sturz der Regierung

Rebellenoffensive in Syrien 2024

### Militärische Offensive der Rebellen
Die Planungen der oppositionellen Kräfte für eine Offensive gegen Aleppo begannen Ende 2023; die Haiʾat Tahrir asch-Scham (HTS), hatte andere oppositionelle Gruppen im Nordwesten des Landes unter ihre politische Kontrolle gebracht und ihre Kämpfer zu einer disziplinierten Kampftruppe geformt. Ende November hatte diese Rebellenallianz dann die Zeit reif für ihre Offensive gesehen, da Russland mit dem Krieg in der Ukraine beschäftigt war und der Iran sowie die mit diesem verbündete libanesische Hisbollah-Miliz vom Kampf mit Israel geschwächt waren. Anfangs wurden die Planungen jedoch aufgrund türkischer Einwände verzögert. Der türkische Präsident Recep Tayyip Erdoğan bot der Regierung Assads mehrfach Verhandlungen an, um „gemeinsam Syriens Zukunft zu gestalten“. Die Assad-Regierung lehnte dieses Angebot jedoch ab.
Am 27. November 2024 gab die HTS bekannt, dass sie ihre Offensive unter dem Namen „Abschreckung der Aggression“ gegen die Regierungskräfte im westlichen Gouvernement Aleppo gestartet habe. In rascher Folge wurden die Städte Aleppo und Hama eingenommen. Am 7. Dezember 2024 übernahmen die Rebellen nach etwa 24 Stunden intensiver Kämpfe die vollständige Kontrolle über Homs. Der schnelle Zusammenbruch der Regierungsverteidigung führte zum Rückzug der Sicherheitskräfte, die dabei vertrauliche Dokumente zerstörten. Mit der Eroberung der Stadt sicherten sich die Aufständischen die Kontrolle über strategische Verkehrsknotenpunkte, insbesondere die Autobahnverbindung zwischen Damaskus und der alawitischen Küstenregion, dem Rückhalt von Assads Regierung und Standort russischer Militärbasen. Truppen der Hisbollah, die mit Assad verbündet sind, zogen sich aus dem nahegelegenen Kusseir zurück und evakuierten rund 150 gepanzerte Fahrzeuge sowie Hunderte Kämpfer. Die geschwächte Position der Regierung wird auf die reduzierte Unterstützung durch Russland, das aufgrund seines Kriegs in der Ukraine abgelenkt war, und die gleichzeitigen Auseinandersetzungen der Hisbollah mit Israel zurückgeführt.
Die Einnahme von Homs wurde in der Bevölkerung gefeiert. Demonstranten riefen Parolen wie „Assad ist weg, Homs ist frei“ und „Es lebe Syrien, nieder mit Baschar al-Assad“. Regierungslogos und Assad-Porträts wurden entfernt, während Oppositionskämpfer Freudenschüsse abgaben. Am selben Tag meldeten die Rebellen, sie hätten begonnen, Damaskus einzukreisen. Sie eroberten nahegelegene Städte wie Al-Sanamayn, nur 20 Kilometer von der südlichen Stadtgrenze von Damaskus entfernt. Bis zum Abend hatten sich regierungstreue Truppen aus Vororten wie Jaramana, Qatana, Muadamiyat al-Scham, Darayya, al-Kiswa, al-Dumair und Daraa zurückgezogen.

### Verlust der politischen Kontrolle

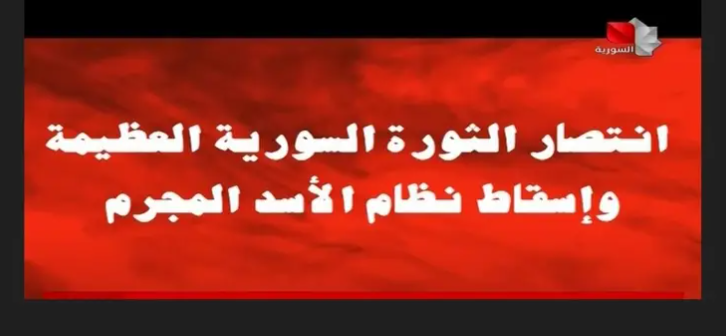
„Sieg der großen syrischen Revolution und Sturz des kriminellen Assad-Regimes“ wurde nach dem Fall von Damaskus an HTS für mehrere Stunden als einzige Übertragung im syrischen Staatsfernsehen ausgestrahlt.

Nach der Einnahme von Homs kündigte das syrische Staatsfernsehen unter der Kontrolle der Haiʾat Tahrir asch-Scham die „Niederlage des Assad-Regimes“ an. Demonstranten stürzten in Jaramana eine Statue von Hafiz al-Assad. Regierungstruppen zogen sich aus Vororten zurück, während in der Hauptstadt großflächige Proteste ausbrachen. Hohe Beamte der Regierung Assad sollen Verhandlungen mit den Rebellen über mögliche Überläufe aufgenommen haben.
Am 8. Dezember gab die HTS bekannt, dass sie Gefangene aus dem Sednaya-Gefängnis, einem der größten Gefängnisse Syriens, befreit hatten. Die Opposition bezeichnete dies als symbolischen Sieg gegen die Unterdrückung des Assad-Regimes.
Die Einnahme von Damaskus verlief nahezu ohne Widerstand, da Regierungstruppen ihre Posten räumten und die Verteidigungsstellungen schnell aufgelöst wurden. Die Opposition übernahm zentrale Einrichtungen wie das Hauptquartier der staatlichen Rundfunkanstalt und den Flughafen Damaskus. Wichtige Stadtteile wie Mezzeh gerieten ebenfalls unter ihre Kontrolle.

### Flucht von Assad
Asma al-Assad und die Kinder des Präsidenten reisten etwa eine Woche vor Beginn der Offensive nach Russland aus. Angehörige der Familie, darunter Verwandte aus der Linie von Assads Schwester, suchten Schutz in den Vereinigten Arabischen Emiraten. Ägyptische und jordanische Beamte sollen Baschar al-Assad gedrängt haben, das Land zu verlassen, um eine Exilregierung zu bilden, was jedoch von beiden Regierungen dementiert wurde. In den frühen Morgenstunden des 8. Dezember flog Assad mit einem Privatflugzeug von Damaskus nach Moskau. Die russische Regierung bestätigte, dass Assad und seine Familie in Russland Asyl erhielten. Das russische Außenministerium gab den Rücktritt und das Verlassen Syriens durch Assad bekannt. Die Amtsniederlegung durch Assad wurde von russischen Behörden als persönliche Entscheidung bezeichnet.
Nach der Flucht von Assad verbreiteten sich Videos von Bürgern, die sein verlassenes Wohnhaus in al-Maliki betraten und durchsuchten.

## Politischer Übergang
In Damaskus kam es zu öffentlichen Feierlichkeiten, insbesondere am symbolträchtigen Umayyadenplatz, einem traditionellen Zentrum der Regierungsautorität, in dem sich das Verteidigungsministerium und das Hauptquartier der syrischen Streitkräfte befinden. Zivilisten versammelten sich um verlassene Militärfahrzeuge, und auf sozialen Medien wurden Feierlichkeiten mit Musik und Demonstrationen dokumentiert. Beamte des Verteidigungsministeriums hatten Berichten zufolge ihre Büros während dieser Ereignisse geräumt. In Libanon feierten Hunderte Menschen in Tripoli und Akkar im Norden des Landes sowie in Barelias, mehrheitlich sunnitisch-muslimische Gegenden, die gegen die Hisbollah und die Assad-Regierung eingestellt sind. In Halba wurde ein Büro der syrischen Baath-Partei gestürmt.
Der Anführer des Bündnisses Haiʾat Tahrir asch-Scham (HTS), Ahmed al-Scharaa, damals noch unter seinem Kampfnamen „Abu Muhammad al-Dschaulani“ bekannt, erklärte auf Telegram, dass syrische öffentliche Institutionen vorerst nicht unter militärische Kontrolle gestellt würden. Stattdessen würden sie vorübergehend vom syrischen Premierminister Mohammad Ghazi al-Dschalali verwaltet, bis der politische Übergang abgeschlossen sei. In einem Video auf sozialen Medien kündigte al-Jalali an, in Damaskus zu bleiben und mit dem syrischen Volk zusammenzuarbeiten. Er äußerte die Hoffnung, dass Syrien ein „normales Land“ werden und diplomatische Beziehungen zu anderen Nationen aufnehmen könne. Mohammed al-Baschir, Leiter der Syrischen Rettungsregierung, wurde am darauffolgenden Tag zum neuen Premierminister der syrischen Übergangsregierung ernannt.
Das HTS erklärte Syrien nach Assads Abgang für „befreit“. Über soziale Medien verkündete die Gruppe das Ende einer „dunklen Ära“ und versprach ein „neues Syrien“, in dem „alle in Frieden leben und Gerechtigkeit herrscht“. Sie richteten ihre Botschaften insbesondere an Vertriebene und ehemalige politische Gefangene und luden sie zur Rückkehr ein. HTS sicherte zu, Christen und anderen Minderheiten Religionsfreiheit zu gewähren.
Ahmed al-Scharaa gab zudem bekannt, dass in vier Jahren Wahlen abgehalten und die neue Verfassung fertiggestellt werden sollen. Außerdem wurde angekündigt, die von al-Scharaa geführte islamistische Miliz HTS aufzulösen und den Geheimdienst zu reformieren.
In der Öffentlichkeit inszenierte sich der neue Präsident Syriens Ahmed al-Scharaa nach seinem Machtantritt gerne als „Diener des Volkes“ und kündigte an, eine Beteiligung aller syrischen Bürger „ohne Ausgrenzung und Marginalisierung“ zu gewährleisten. Dazu hat er ein Komitee eingesetzt, das über einen „Nationalen Dialog“ im April 2024 eine Interimsverfassung für Syrien ausgearbeitet hat. Allerdings misstrauen vor allem die syrischen Minderheiten wie Alawiten, Christen und Drusen den neuen Machthabern, nachdem es im März 2025 zu schweren Massakern an Alawiten in Westsyrien gekommen ist.
Zweite Übergangsregierung
Am 29. März 2025 stellte Präsident Ahmed al-Scharaa die zweite syrische Übergangsregierung vor. Die Regierung umfasst 22 Minister, hat keinen Ministerpräsident und ersetzt das Kabinett nach dem Sturz des Assad-Regimes Ende 2024.

## Folgen und Reaktionen

### Geopolitische Auswirkungen
Der Sturz des Assad-Regimes, eines wichtigen Verbündeten der Islamischen Republik Iran und langjährigen Mitglieds der von Iran geführten „Achse des Widerstands“, wurde als schwerer Schlag für dieses Netzwerk und als Schritt zu dessen endgültigem Niedergang beschrieben. Nach der Einnahme von Damaskus wurde die iranische Botschaft geplündert, und Porträts iranischer Führer wurden heruntergerissen und weggeworfen. Iranische Diplomaten und Kommandeure der Quds-Einheit verließen Syrien in aller Eile. Viele Syrer machten Iran und die Hisbollah für die Unterstützung der repressiven Herrschaft Assads verantwortlich.
Der Verlust Syriens störte auch Irans Versorgungswege zur Hisbollah im Libanon, was die Bewaffnung der Gruppe schwächte und Irans strategischen Einfluss in der Region erheblich minderte.

### Israelische Angriffe in Syrien
Israelische Streitkräfte begannen militärische Operationen im Gouvernement al-Quneitra. Gepanzerte Einheiten rückten in die Pufferzone zwischen den von Israel besetzten Golanhöhen und dem restlichen Syrien vor und beschossen unter anderem Tel Ayouba in der zentralen Landschaft von Quneitra mit Artilleriefeuer. Dies war das erste Mal seit 50 Jahren, dass israelische Truppen die syrische Grenzbefestigung überquerten, die nach den Waffenstillstandsvereinbarungen vom 31. Mai 1974 nach dem Jom-Kippur-Krieg errichtet worden war.
Der israelische Premierminister Benjamin Netanjahu erklärte, dass das syrische Militär seine Positionen verlassen habe und damit die Grenzvereinbarung von 1974 hinfällig geworden sei. Um mögliche Bedrohungen zu verhindern, habe er den israelischen Streitkräften (IDF) befohlen, vorübergehend die sogenannte Purpurlinie wieder zu besetzen, die 1974 aufgegeben worden war, bis eine Einigung mit der neuen Regierung in Syrien erreicht werde. Israel führte auch Luftangriffe in Syrien durch. Nach Angaben Israels sollten diese Angriffe verhindern, dass das Waffenarsenal der Streitkräfte Syriens in die Hände von Dschihadisten fällt.

### Türkische Unterstützung der SNA
Trotz des Zusammenbruchs des Assad-Regimes setzten die Türkei und von ihr unterstützte Kämpfer der Syrischen Nationalen Armee ihre Offensive gegen die von den USA unterstützten DKS-Truppen fort. Am 9. Dezember eroberten SNA-Kämpfer die Stadt Manbidsch.

### Abschiebungen nach Syrien
Erstmals seit 15 Jahren vollzog Österreich am 3. Juli 2025 eine Abschiebung nach Syrien und war damit das erste europäische Land, das in den vergangenen Jahren offiziell einen syrischen Straftäter direkt nach Syrien abschieben konnte.